# Isabel de França (1225–1269)
Isabel de França (em francês:  Isabelle; Março de 1224 —  Longchamp, 23 de fevereiro de 1270) foi uma princesa francesa, filha do rei Luís VIII e de Branca de Castela. Irmã mais nova de Luís IX (São Luís) e de Afonso de Toulouse e mais velha de Carlos I da Sicília. Em 1256, Isabel foi a abadessa fundadora de Longchamp, no Bosque de Bolonha, a oeste de Paris.

## Vida e obras
Ainda criança, na corte francesa, Isabel já se dedicava à religião. Através da bula de 26 de maio de 1254, o Papa Inocêncio IV, permitiu que alguns padres franciscanos continuassem a ser seus confessores especiais. Ela dedicou-se mais à ordem franciscana de que seu irmão, o rei Luís IX. Não somente rompeu seu compromisso com um conde, como, depois, rejeitou a mão de Conrado IV da Germânia, filho de Frederico II, Sacro-Imperador Romano, mesmo vendo-se pressionada por todos, inclusive pelo papa Inocêncio IV, a aceitá-lo. O líder da Igreja elogiou, posteriormente, sua determinação em manter-se virgem.
Isabel morreu em sua casa de Longchamp, em 23 de fevereiro de 1270, e foi enterrada na igreja do convento. Após nove dias, seu corpo foi exumado, não sendo observado nenhum sinal de deterioração.
Em 1521, o papa Leão X permitiu seu culto. Em 4 de junho de 1637, ocorreu uma segunda exumação de seu corpo. Em 25 de janeiro de 1688, as freiras obtiveram permissão para celebrar sua festa com uma oitava e, em 1696, a celebração de seu dia, 31 de agosto, foi permitida para toda a ordem franciscana.